# Población de Suso
La Población de Suso, es una localidad del municipio cántabro de la Hermandad de Campoo de Suso, en España. Contaba con una población de 12 habitantes en el año 2024, según el INE. Está a 965 m s. n. m. y dista 5 kilómetros de la capital municipal. 

## Paisaje y naturaleza
El caserío de La Población de Suso mira en dirección al Collado de Somahoz, un paso entre los montes de Cuesta Labra y el Endino. Los alrededores, desnudos y deforestados, se utilizan como pastizales de altura en verano. No obstante, el hayedo que crece en la carta norte del Endino se encuentra cercano, al igual que el robledal que asciende por el sur del pueblo de Naveda.

## Patrimonio histórico
En una pequeña elevación del terreno desde la que se controla visualmente casi todo el valle de Campoo se encuentran los restos de una estructura megalítica, posiblemente un “cromlech” que podría datar del último tercio del IV milenio antes de Cristo.
Siguiendo un trazado parecido al de pista de Espinilla-Salcedillo, (por la que se llega a La Población y que une los valles de Campoo y Valdeolea), debió ir un ramal de la calzada romana que de desgajaba de la vía Pisorca-Portus Blendium en las cercanías de Mercadillo, para atravesar Campóo y el valle del Saja hasta algún puerto del Cantábrico. De ella todavía queda algún resto en el collado de Somahoz en los puntos en que no ser vio arrasada por los trabajaos de construcción de la carretera.
La iglesia parroquial de San Esteban conserva restos de un románico tardío, quizá del siglo XIII, en la cabecera y la espadaña que se encuentran semiocultos por los añadidos del siglo XVIII, que forman el volumen principal del edificio. En el interior destaca el retablo mayor de traza manierista, del último tercio del siglo XVI.
La arquitectura civil cuenta con buenos ejemplos de época barroca, como ocurre en el grupo del Barriu Susu, con casona y torre unidas mediante alta tapia con doble portalada, que bien puede ser del siglo XVII, o una casa de 1712, en la calle Valleja, con bello frente en el que destaca el arco de entrada con clave decorada y ventana con rica moldura de orejeras justo encima de ella.
- Datos: Q6081002